# Mariner 7
Mariner 7 byla americká kosmická sonda, vypuštěná agenturou NASA k Marsu v roce 1969 v rámci programu Mariner jen měsíc po své dvojnici Mariner 6. Po startu byla katalogizována v COSPAR pod označením 1969-030A.

## Konstrukce sondy
Hmotnost tříose stabilizované sondy byla 412 kg. Její průměr byl 1,3 metru, k ní byl připojen metrový stožár s anténou a čtyři dvoumetrové panely slunečních baterií. Sonda měla svůj raketový motorek, řídící počítač, vysílač a sadu vědeckých přístrojů. Byly to dvě kamery, dva různé spektrometry a radiometr.

## Průběh letu

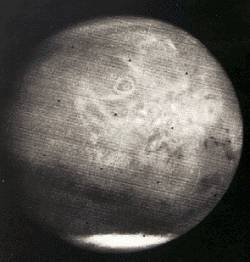
Fotografie Marsu pořízená sondou Mariner 7

Sondu vynesla na určenou dráhu raketa Atlas Centaur D-1A z kosmodromu Eastern Test Range na Floridě dne 27. března 1969. Zhruba 63 hodin před příletem k Marsu se přístroje aktivovaly, 2. srpna 1969 začalo snímkování povrchu. Na základě úspěšné mise dvojníka Marineru 6 bylo změněno jejich zaměření. K Marsu se sonda přiblížila nejvíce na 3430 km a pokračovala v letu po heliocentrické dráze. Pořídila 93 snímků z velké vzdálenosti a 33 zblízka. Po odeslání snímky byla aparatura vypnuta. Mise byla úspěšná.